# Socialismul secolului al XXI-lea

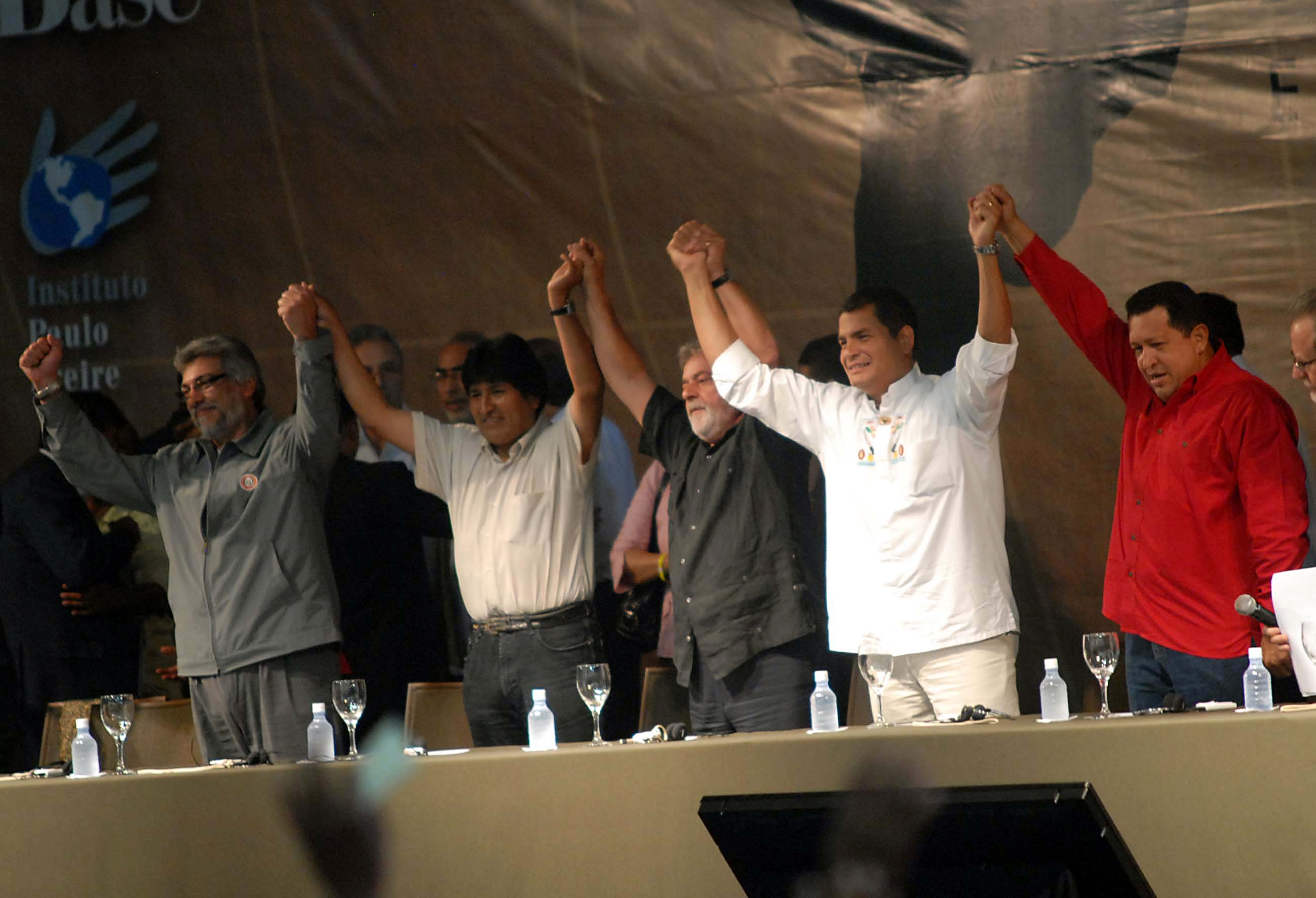
Fernando Lugo (președintele Paraguayului), Evo Morales (președintele Boliviei), Lula da Silva (președintele Braziliei), Rafael Correa (președintele Ecuadorului) și Hugo Chávez (președintle Venezuelei) pe 29 ianuarie 2009

Socialismul secolului al XXI-lea (în spaniolă Socialismo del siglo XXI, în portugheză Socialismo do século XXI, în germană Sozialismus des 21. Jahrhunderts) este o interpretare a principiilor socialiste afirmată pentru prima dată de sociologul și analistul poltiic german Heinz Dieterich și preluat de o serie de lideri din America Latină. Dieterich a argumentat în 1996 că atât capitalismul industrial al pieței libere cât și socialismul secolului 20 au eșuat în rezolvarea problemelor urgente ale umanității precum sărăcia, foametea, exploatarea la locul de muncă, represiunea economică, sexismul, rasismul, distrugerea resurselor naturale și absența unei democrații autentice. Socialismul secolului 21 conține elemente din socialismul democratic, dar se aseamănă, de asemenea, cu revizionismul marxist.
Liderii care au susținut această formă de socialism îi includ pe Hugo Chávez din Venezuela, Rafael Correa din Ecuador, Evo Morales din Bolivia, Néstor Kirchner și Cristina Fernández de Kirchner din Argentina Luiz Inácio Lula da Silva din Brazilia și Michelle Bachelet din Chile. Datorită condițiilor istorice unice locale, socialismul secolului al XXI-lea este adesea în contrast cu aplicațiile anterioare ale socialismului în alte țări, cu o diferență majoră fiind efortul către un proces de planificare economică mai eficient. În afara Americii Latine, socialismul secolului 21 a fost promovat de lideri de stânga precum Mark Drakeford și Jeremy Corbyn în Regatul Unit și Lothar Bisky, Egon Krenz și Oskar Lafontaine în Germania, și, de asemenea, de partide precum Partidul Comunist din Spania și Stânga Unită în Spania și Partidul Comunist din Federația Rusă și Rusia Justă.

## Fundament istoric
După o serie de împrumuturi de ajustare structurală și restructurare a datoriilor conduse de Fondul Monetar Internațional la sfârșitul secolului al XX-lea, America Latină a cunoscut o creștere semnificativă a inegalității. Între 1990 și 1999, coeficientul Gini, o măsură a inegalității în distribuția veniturilor sau a bogăției, a crescut în aproape toate țările din America Latină. Prețurile volatile și inflația au dus la nemulțumire. În 2000, doar 37% dintre latino-americani erau mulțumiți de democrațiile lor (cu 20 de puncte mai puțin decât europenii și cu 10 puncte mai puțin decât africanii sub-sahariani). În acest context, a apărut un val de mișcări socio-politice de stânga, numit valul roz, în numele drepturilor indigenilor, cocaleros, drepturile muncii, drepturile femeilor, drepturile funciare și reforma educațională, pentru a oferi în cele din urmă impuls pentru alegerea liderilor socialiști.
Socialismul secolului 21 se bazează pe tradițiile indigene ale guvernării comunale și mișcările socialiste și comuniste anterioare din America Latină, inclusiv cele ale lui Salvador Allende, Fidel Castro, Che Guevara și Frontul Sandinist de Eliberare Națională.

## Principii teoretice
Potrivit lui Dieterich, această formă de socialism este revoluționară în sensul că societatea existentă este modificată pentru a fi diferită din punct de vedere calitativ, dar procesul în sine ar trebui să fie gradual și non-violent, utilizând în schimb democrația pentru a asigura puterea, educația, cunoștințele științifice despre societate și cooperarea internațională. Dieterich sugerează construirea a patru instituții de bază în noua realitate a civilizației post-capitaliste:
1. Economie echivalentă bazată pe teoria marxistă a muncii economice, a valorii și determinată democratic de cei care creează în mod direct valoare în locul principiilor economiilor de piață.
2. Democrație majoritară care folosește referendumurile pentru a decide asupra unor chestiuni importante ale societății.
3. Democrație de stat de bază cu o protecție adecvată a drepturilor minorităților.
4. Cetățeni responsabili, raționali și autodeterminați.

## Post-neoliberalism
Post-neoliberalism, cunoscut și ca antineoliberalism, este un o doctrină caracterizată prin respingerea neoliberalismului și a politicilor sale economice care s-au întruchipat odată cu Consensul de la Wahsington. În timp ce există o dezbatere academică cu privire la definirea a ce presupune post-neoliberalismul, este adesea asociat cu progresismul economic ca răspuns la excesele sau eșecurile percepute ca fiind cauzate de neoliberalism, cuprinzând politici de naționalizare și de redistribuire a bogăției, de adoptare a protecționismului și politicilor de reînviere a sindicatelor; de asemenea se poate referi la politica de stânga la modul generalizat.
Mișcarea a avut o influență deosebită în America Latină, unde valul roz a adus o schimbare substanțială și venirea la putere a unor guverne de stânga în anii 2000. Exemple de guverne post-neoliberale includ fostele guverne ale lui Evo Morales din Bolivia și Rafael Correa din Ecuador. De asemenea, s-a susținut că administrația Joe Biden din Statele Unite prezintă caracteristici post-neoliberale.

### Istorie
Ideea de post-neoliberalism a apărut în timpul valului roz din anii 1990 și 2000, în care criticii de stânga latino-americani ai neoliberalismului, precum Hugo Chávez și Evo Morales, au fost împinși spre putere. Potrivit cercetătorilor, alegerea lui Chavez ca președinte al Venezuelei în 1999 a marcat un început clar al valului roz și al mișcării post-neoliberale. În urma alegerii sale, Rafael Correa, Néstor Kirchner, Evo Morales și mulți alți lideri asociați cu mișcarea post-neoliberală au fost aleși în America Latină în anii 2000 și 2010. În anii 2020, președintele ales chilian Gabriel Boric, care a ieșit învingător la alegerile generale din Chile din 2021, s-a angajat să pună capăt modelului economic neoliberal al țării, afirmând: „Dacă Chile a fost leagănul neoliberalismului, va fi și mormântul său”.

În timp ce ideile de post-neoliberalism nu sunt exclusive pentru America Latină, ele sunt în mare parte asociate cu regiunea. Post-neoliberalismul a atras critici din partea dreaptei a spectrului politic; criticii de dreapta și de extremă dreapta au susținut că termenul în sine este vag și populist, susținând în același timp că politicile „post-neoliberale” dăunează investițiilor internaționale și dezvoltării economice.

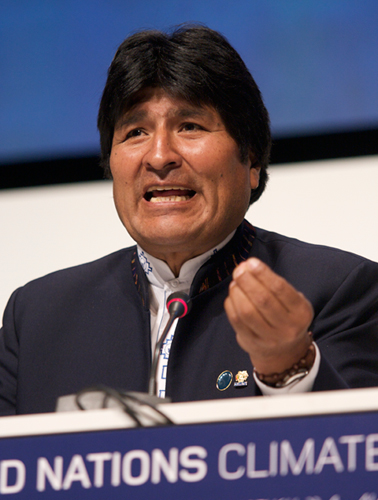
Evo Morales, fostul președinte al Boliviei, este adesea asociat cu post-neoliberalismul.

### Ideologie
Post-neoliberalismul urmărește să schimbe fundamental rolul statului în țările în care a prevalat cândva Consensul de la Washington. Pentru a realiza acest lucru, liderii post-neoliberali din America Latină au pledat pentru naționalizarea mai multor industrii, în special industria gazelor, mineritului și petrolului. Post-neoliberalismul pledează, de asemenea, pentru extinderea beneficiilor sociale, investiții guvernamentale mai mari în reducerea sărăciei și intervenția sporită a statului în economie.

## Aplicarea în America Latină

### Integrare regională
Modelul de socialism al secolului 21 încurajează integrarea economică și politică între națiunile din America Latină și Caraibe. Acest lucru este adesea însoțit de opoziție față de influența nord-americană. Organizațiile regionale precum ALBA și CELAC promovează cooperarea cu America Latină și exclud țările din America de Nord. ALBA este legată cel mai explicit de socialismul secolului 21, în timp ce alte organizații se concentrează pe integrarea economică, ALBA promovează integrarea socială, politică și economică între țările care subscriu socialismului democratic. Crearea sa a fost anunțată în opoziție directă cu încercările lui George W. Bush de a stabili o zonă de liber schimb a Americilor care să includă Statele Unite. În 2008, ALBA a introdus o uniune monetară folosind SUCRE ca monedă regională.

### Procesul bolivarian
Fostul președinte venezuelean Hugo Chávez a inițiat un proces de reforme sociale în Venezuela cunoscut sub numele de Revoluția Bolivariană. Această abordare a fost mai puternic influențată de teoriile lui István Mészáros, Michael Lebowitz și Marta Harnecker (care a fost consilierul lui Chávez între 2004 și 2011) decât de cele ale lui Heinz Dieterich. Procesul își trage numele de la eliberatorul latino-american Simón Bolívar și este un exemplu contemporan de bolivarianism.

### Buen vivir
Adesea tradus prin a trăi bine sau a trăi sănătos, conceptul de buen vivir este legat de mișcarea pentru drepturile indigene și drepturile naturii. Se concentrează asupra vieții durabile ca membru al unei comunități care include atât ființe umane, cât și Natura. Buen vivir este consacrat în Constituția Ecuadorului din 2008 ca o alternativă la dezvoltarea neoliberală. Constituția conturează un set de drepturi, dintre care unul este dreptul naturii. În conformitate cu afirmarea acestor drepturi, buen vivir încearcă să schimbe relația dintre natură și oameni într-o viziune mai biopluralistă, eliminând separarea dintre natură și societate. Această abordare a fost aplicată inițiativei Yasuní-ITT. Buen vivir este uneori conceptualizat ca un consum colaborativ într-o economie de colaborare, iar termenul este folosit pentru a privi lumea într-un mod puternic diferențiat de capitalul natural, social sau uman.

## Critici

### Autoritarism
Criticii susțin că socialismul secolului 21 în America Latină acționează ca o fațadă pentru autoritarism. Carisma unor figuri precum Hugo Chávez și motto-uri precum „Țara, socialismul sau moartea!” au făcut comparații cu dictatorii și caudillos din America Latină din trecut. Potrivit lui Steven Levitsky de la Universitatea Harvard: „Numai sub dictaturile trecutului [...] președinții au fost realeși pe viață”, Levitsky afirmând în continuare că, în timp ce America Latină a experimentat democrația, cetățenii s-au opus „realesgerii pe termen nedeterminat, din cauza dictaturilor din trecut”. Levitsky a remarcat apoi: „În Nicaragua, Venezuela și Ecuador, realegerea este asociată cu aceleași probleme de acum 100 de ani”. Washington Post a mai declarat în 2014 că „Evo Morales din Bolivia, Daniel Ortega din Nicaragua și regretatul președinte venezuelean Hugo Chávez [...] au folosit alegerile pentru a slăbi sau a elimina limitele mandatului”.
În 2015, The Economist a declarat că Revoluția Bolivariană din Venezuela – acum sub Nicolás Maduro după moartea lui Chávez în 2013 – trecea de la autoritarism la dictatură, pe măsură ce politicienii de opoziție au fost închiși pentru complot de a submina guvernul, violența a fost larg răspândită și mass-media de opoziție închisă. Acoperirea media occidentală a lui Chávez și a altor lideri latino-americani din mișcarea socialistă a secolului 21 a fost criticată ca fiind nedreaptă de susținătorii lor și de criticii mass-media de stânga.

### Economie
Durabilitatea și stabilitatea reformelor economice asociate guvernelor care aderă la socialismul secolului 21 au fost puse sub semnul întrebării. Țările din America Latină și-au finanțat în primul rând programele sociale cu exporturi extractive precum petrol, gaze naturale și minerale, creând o dependență despre care unii economiști susțin că a provocat inflație și a încetinit creșterea economică. Pentru guvernul bolivarian din Venezuela, politicile lor economice au dus la penurie în Venezuela, o rată ridicată a inflației și o economie disfuncțională. Cu toate acestea, politica economică a administrației Hugo Chávez și a guvernelor Maduro au atribuit problemele economice ale Venezuelei scăderii prețurilor petrolului, sancțiunilor impuse de Statele Unite și sabotajului economic din partea opoziției.
În 2015, economia Venezuelei avea performanțe slabe – moneda s-a prăbușit, a avut cea mai mare rată a inflației din lume și produsul său intern brut s-a micșorat în colapsul economic din 2016.

### Populism
Deși intelectualii socialiști democratici au salutat ideea unui socialism al secolului 21, ei au fost sceptici față de exemplele Americii Latine. În timp ce citează rolul lor progresist, ei susțin că eticheta potrivită pentru aceste guverne este mai degrabă populistă decât socialistă. În mod similar, unele dintre guvernele de stânga ale valului roz au fost criticate pentru că au trecut de la socialism la autoritarism și populism.